# Gustaf Palm
Gustaf Palm, född 1760 i Konstantinopel, död i Guangzhou, var en svensk superkargör.

## Biografi
Palms far blev svensk handlande i Osmanska riket under 1700-talet och var verksam i Konstantinopel och Smyrna som representant för Svenska Levantiska Compagniet.
Palm var den sista superkargören för det Svenska Ostindiska Companiet i Guangzhou, Guangdong-provinsen i Kina (dåvarande Kanton), tog där inledningsvis anställning som assistent, och var en tid bosatt i Stockholm.